# Berglimattsee
Der Berglimattsee ist ein See im Freiberg Kärpf auf Gemeindegebiet von Glarus Süd im Schweizer Kanton Glarus.
Der See liegt auf 2157 m ü. M. auf einem kleinen Plateau bei der Gandfurggele, einem Übergang vom Garichtisee im oberen Niderental im Westen zur Berglialp und dem Sernftal im Osten. Nördlich schliessen sich die beiden Gipfel des Gandstocks an, südlich der Charenstock. Aus dem Berglimattsee entspringt ein Zufluss des Niderenbachs, der weiter in den Sernf mündet.

## Zugang
- Von Westen: Der Berglimattsee ist über einen Bergwanderweg von der Mettmenalp (Bergstation der Luftseilbahn Kies-Mettmen) beim Garichtisee aus in ca. 1,5 Stunden erreichbar (550 m Höhenunterschied).[1]
- Von Osten: Der Aufstieg von Engi oder Matt im Sernftal dauert ca. 4 Stunden (1300 m Höhenunterschied).[1]

## Flora und Fauna
Der See ist reich an Kleintieren (z. B. Rädertierchen) und Algen, sowie im Sommer auch an Bergmolchen. Fische hingegen gibt es keine, wohl weil der See im Winter teilweise bis zum Grund einfriert.